# Neustadt in Sachsen

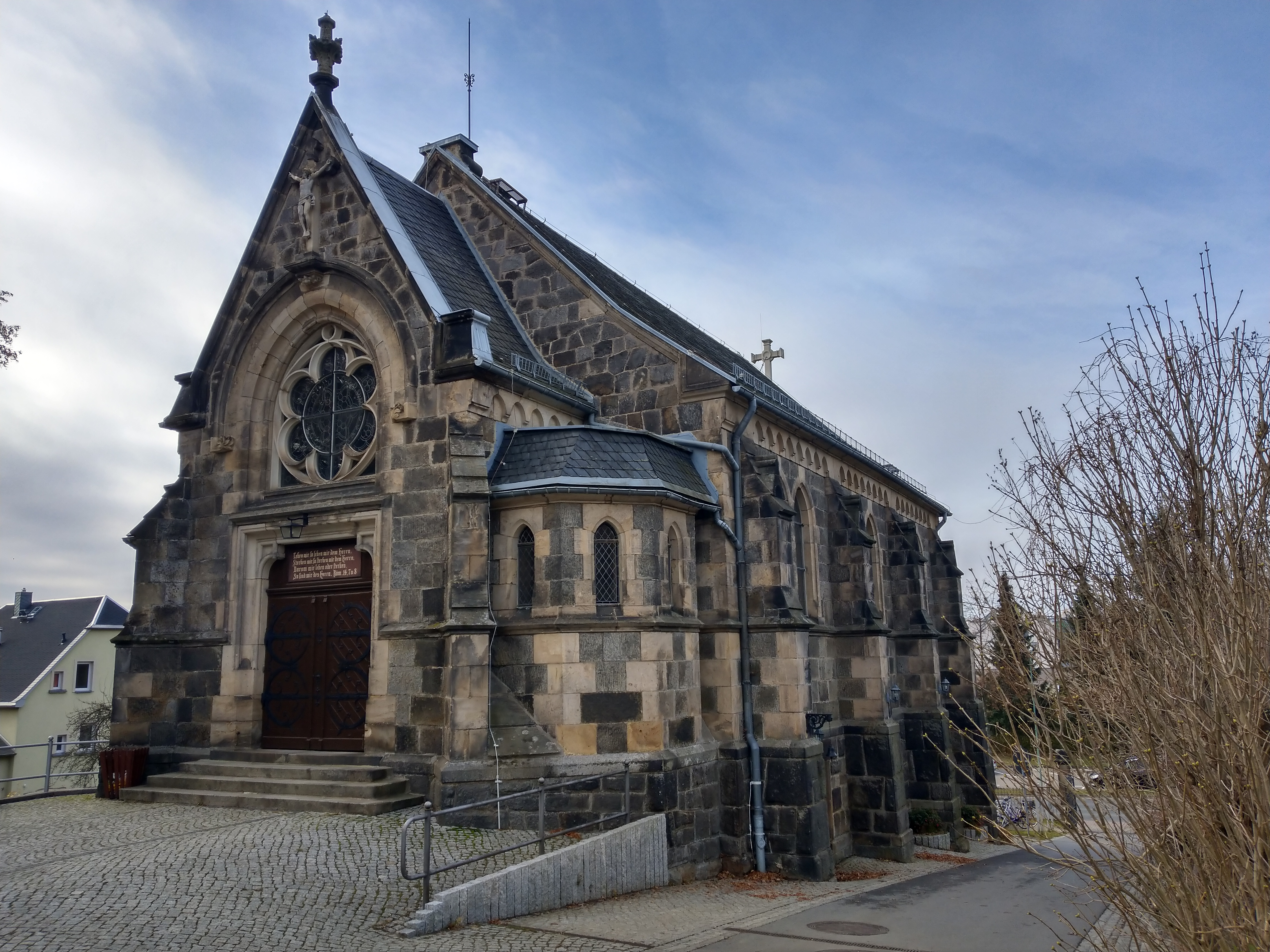
Capilla del Cementerio Evangélico Luterano

Neustadt in Sachsen es una ciudad situada en el distrito de Suiza Sajona-Montes Metálicos Orientales, Sajonia, Alemania. Tiene una población estimada, a fines de noviembre de 2022, de 11 911 habitantes.
Está ubicada junto a la frontera con la República Checa, a 35 km al este de Dresde y a 23 km al suroeste de Bautzen.
Es conocida por la torre de observación de Götzingerhöhe, una de las estructuras más antiguas de su clase.
El 1 de agosto de 2007 los pueblos de Berthelsdorf, Langburkersdorf, Niederottendorf, Oberottendorf, Rückersdorf y Rugiswalde, pertenecientes a la antigua municipalidad de Hohwald, se integraron en Neustadt in Sachsen.